# Sankta Maria Magdalenas katolska församling
Sankta Maria Magdalenas katolska församling är en romersk-katolsk församling på Hisingen i Göteborg. Församlingen tillhör Stockholms katolska stift.
Under 1990-talet gjordes olika försök att samla de katoliker som var bosatta på Hisingen i Göteborg. Under åren 2000-2005 startades och bedrevs en kapellförsamling kopplad till Kristus Konungens katolska församling. Den gavs namnet Sankta Maria Magdalenas kapellförsamling. Församlingen har sedan dess firat sina mässor i Brämaregårdens kyrka, tillhörande Svenska kyrkan. Den blev dess centrum och samlingsplats. 
Församlingen blev en egen 2005 och har nu förgrening i södra Bohuslän till Öckerö, Kungälv, Tjörn och Stenungsund. 